# Glen Moore
Glen Moore (født 28. oktober 1941 i Portland, Oregon, USA) er en amerikansk kontrabassist og komponist.
Moore som også spiller klaver, fløjte og violin, startede bag den indianske saxofonist Jim Pepper , men fik tilbuddet om at blive medlem af the Paul Winter consort.
Der mødte han Ralph Towner, Paul Mccandless og Collin Walcott, med hvem han dannede worldmusik-orkestret Oregon i 1970.
Han har også spillet og indspillet med sangerinden Nancy King og pianisten Larry Karush og lavet duo plader med bassisten David Friesen. Har også lavet plader i eget navn.
Moore spiller på en håndbygget Klotz-bas fra Tyrol som stammer fra år 1715. Den er speciel bygget med en høj og en dyb C-streng.

## Udvalgt diskografi i eget navn
- Introducing Glen Moore - (1979)
- Dragonetti´s Dream - (2009)
- Nude Bass Ascending - (2014)
- Mokave vol 1 & 2 - (1992)/(1993)